# تیم مارتین
تیم مارتین (انگلیسی: Tim Martin؛ زادهٔ ۲۸ آوریل ۱۹۵۵) کارآفرین اهل بریتانیا است، که در سال ۱۹۷۹ شرکت ودرسپونز را تأسیس کرد.